# Hikonyan
Hikonyan (ひこにゃん) là một linh vật được tạo bới chính quyền địa phương của Hikone, Nhật Bản. Chú được tạo năm 2007 để đánh dấu lễ kỉ niệm lần 400 tìm ra Lâu đài ở Hikone. Nhân vật được thiết kế bắt nguồn từ một truyền thuyết về việc Ii Naotaka, vua của triều đại Hikone. Daimyō ra hiệu bởi một maneki neko tìm chỗ trốn từ một cơn bão ở một ngôi đền, và vì vậy được bảo vệ khỏi sét. Trong tiếng Nhật, "nyan" là một từ tượng thanh cho tiếng "meo" của mèo. Mũ samurai của Hikonyan dựa trên mũ của một gia đình Ii ở bảo tàng Lâu đài ở Hikone. Sự nổi tiếng của Hikonyan tăng khi khách tham quan Hikone vượt qua 200,000 người hàng năm. Ảnh hưởng trong ngành du lịch của Hikonyan ước tính là 17,4 tỷ yên (xấp xỉ 218 triệu đô la Mỹ và kinh tế ảnh hưởng 33,8 tỉ yên (xấp xỉ 425 triệu đô la Mỹ). Tổng lượng hàng hóa bán được đạt 1,7 tỉ yên (xấp xỉ 21 triệu đô la Mỹ) trong năm 2008. Vào năm 2010 đạt vị trí đầu tiên trong cuộc thi bình chọn mở rộng với các linh vật, nói chung là Yuru-chara (ゆるキャラ).

## Cũng có thể xem
- Kumamon
- Funassyi
- Choruru
- Kigurumi

## Đường dẫn bên ngoài
- Official website (Japanese)
- Hikonyan blog (Japanese)